# Бау-Мар (Колорадо)
Бау-Мар (англ. Bow Mar) — місто (англ. town) в США, в округах Арапаго і Джефферсон штату Колорадо. Населення — 853 особи (2020).

## Географія
Бау-Мар розташований за координатами 39°37′36″ пн. ш. 105°3′3″ зх. д. / 39.62667° пн. ш. 105.05083° зх. д. (39.626594, -105.050914).  За даними Бюро перепису населення США в 2010 році місто мало площу 2,16 км², з яких 1,77 км² — суходіл та 0,39 км² — водойми.

## Демографія
Згідно з переписом 2010 року, у місті мешкало 866 осіб у 290 домогосподарствах у складі 257 родин. Густота населення становила 401 особа/км².  Було 302 помешкання (140/км²).
Расовий склад населення:
| - 95,6 % — білих - 1,4 % — азіатів - 0,2 % — чорних або афроамериканців - 0,1 % — корінних американців |

До двох чи більше рас належало 2,1 %. Частка іспаномовних становила 2,9 % від усіх жителів.
За віковим діапазоном населення розподілялося таким чином: 31,9 % — особи молодші 18 років, 51,8 % — особи у віці 18—64 років, 16,3 % — особи у віці 65 років та старші. Медіана віку мешканця становила 45,5 року. На 100 осіб жіночої статі у місті припадало 100,0 чоловіків;  на 100 жінок у віці від 18 років та старших — 98,7 чоловіків також старших 18 років.
Середній дохід на одне домашнє господарство  становив 222 527 доларів США (медіана — 172 083), а середній дохід на одну сім'ю — 234 879 доларів (медіана — 175 536). За межею бідності перебувало 1,6 % осіб, у тому числі 2,5 % дітей у віці до 18 років та 0,0 % осіб у віці 65 років та старших.
Цивільне працевлаштоване населення становило 450 осіб. Основні галузі зайнятості: освіта, охорона здоров'я та соціальна допомога — 20,4 %, науковці, спеціалісти, менеджери — 18,0 %, фінанси, страхування та нерухомість — 17,6 %.